# Byen Forsvinder
Byen Forsvinder er en eksperimentalfilm fra 1972 instrueret og med manuskript af af Steen Rasmussen.

## Handling
Miljøfilm. Fire sange med temaer fra byen.